# Vemakylindrus gladiger
Vemakylindrus gladiger är en kräftdjursart som beskrevs av Mihai Bacescu 1961. Vemakylindrus gladiger ingår i släktet Vemakylindrus och familjen Diastylidae. Inga underarter finns listade i Catalogue of Life.